# السر (مكيراس)

تعديل مصدري - تعديل

السر هي إحدى قرى عزلة مكيراس بمديرية مكيراس التابعة لمحافظة البيضاء، بلغ تعداد سكانها 144 نسمة حسب تعداد اليمن لعام 2004.